# Labium hobartense
Labium hobartense är en stekelart som beskrevs av Turner och James Waterston 1920. Labium hobartense ingår i släktet Labium och familjen brokparasitsteklar. Inga underarter finns listade i Catalogue of Life.